# Running gag
Een running gag is een grap, grappige handeling of grappige gebeurtenis in bijvoorbeeld een film, boek, stripverhaal of televisieserie die telkens terugkomt en vaak juist door die herhaling als grappig wordt beschouwd.
Soms speelt de schrijver een spel met de ervaren lezer - het lijkt erop dat een grap niet wordt afgemaakt of achterwege blijft. Even later blijkt dat toch nog te gebeuren. Zie hieronder bij Jansen en Janssen. 
Het is een Engelse term met letterlijk de betekenis van lopende (herhaalde) grap. Een voorbeeld is een steeds terugkerende uitspraak, de zogenaamde catchphrase, maar ook bepaalde verwijzingen of situaties. 
In het tijdschrift Onze Taal werd als Nederlandstalig alternatief voor running gag de term 'groeigrap' geïntroduceerd. Deze term heeft echter nog geen ingang gevonden in het algemene taalgebruik, evenmin als andere voorgestelde vertalingen zoals 'repeteergrap'.

## Voorbeelden
- Een voorbeeld is de zin Listen very carefully, I shall say this only once uit de Britse comedy 'Allo 'Allo!, elke keer uitgesproken door de leidster van het Franse verzet als er nieuwe informatie gegeven moet worden.
- De blunderende detectives Jansen en Janssen uit de strips over Kuifje maken vaak brokken, en altijd met z'n tweeën. Als slechts een van de twee een ongeluk krijgt, krijgt de ervaren lezer het gevoel dat er wat ontbreekt - en inderdaad zal dan blijken dat de ander een pagina verder toch nog hetzelfde ongeluk krijgt.
- Als Asterix op zee is, komt hij steevast de piraten tegen.
- Detective De Cock heeft in elk boek een gesprek met zijn chef Buitendam, dat eindigt met "Eruit, De Cock!"
- In elke  Kiekeboe-strip komt ten minste een keer de 'De dikke dame' voor, die niet bij naam wordt genoemd.